# Империализм

Империи за последние 500 лет

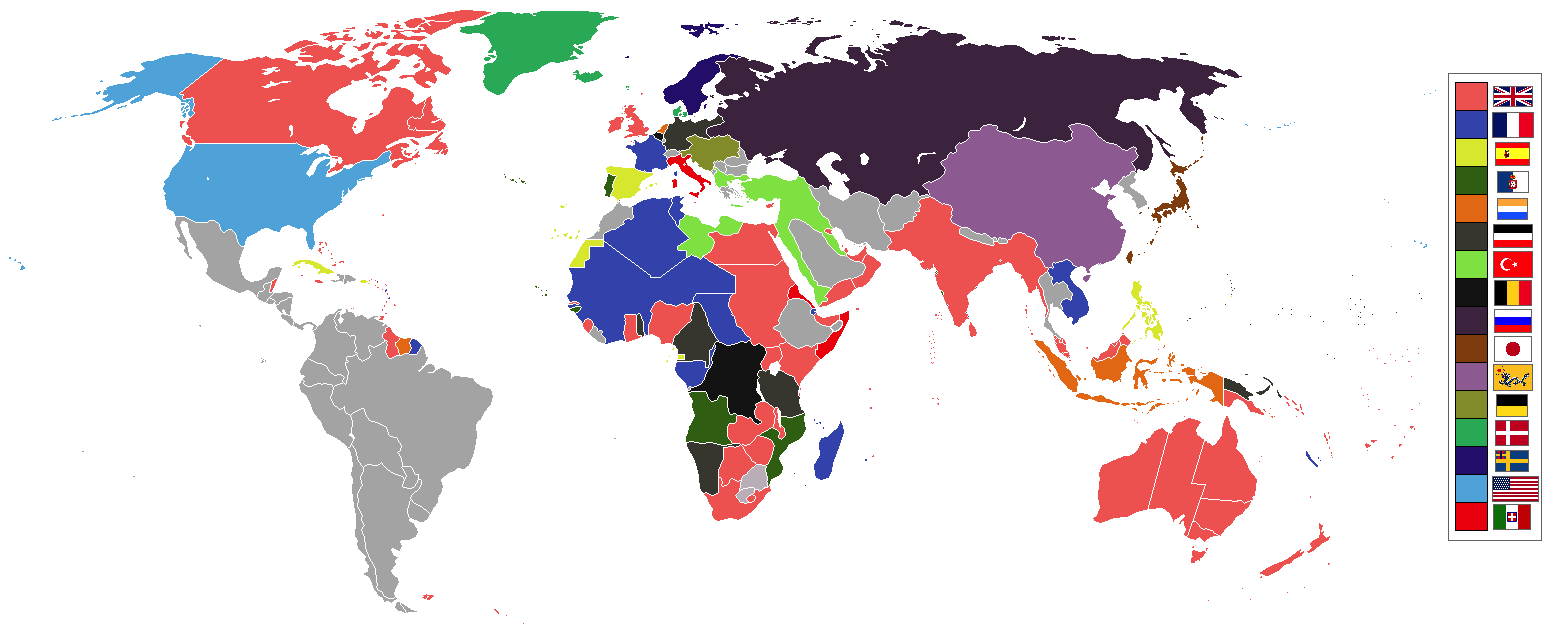
Колониальные империи в 1898 году

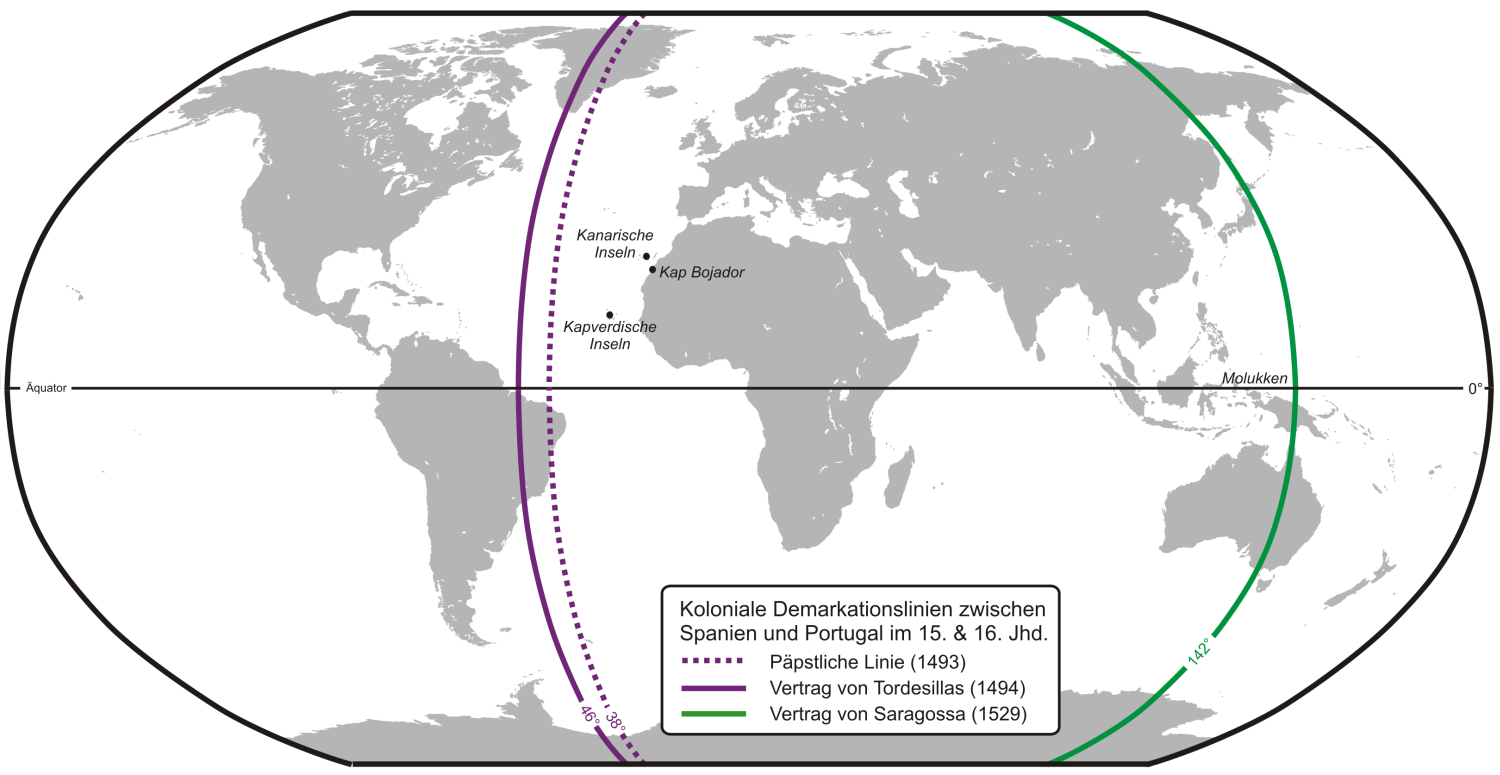
Разделение мира между Испанией и Португалией

Раздел Африки между метрополиями, 1913 год
Франция
Великобритания
Германия
Италия
Португалия
Бельгия
Испания

Империали́зм (от лат. imperium — власть, господство) — государственная политика поддержания или расширения власти над иностранными государствами посредством экспансионизма, основанная на использовании как жёсткой силы (военная и экономическая мощь), так и мягкой силы (дипломатия и культурный империализм). Империализм характеризуется установлением или поддержанием гегемонии в более или менее формальной империи.
Империализм связан с концепцией колониализма, но представляет собой отдельную концепцию. Колониализм отличают от империализма: колониализм «натурализует» процессы доминирования «метропольной» армии и «цивилизованных» поселенцев на данной колонизированной территории, тогда как империализм представляет собой апологию господства, не требующего массового переселения. Во время усиления колониальной экспансии со стороны европейских держав и США в последней трети XIX века (новый империализм), использование слова «империализм» практически совпадало с использованием слова «колониализм».
Теоретиками империализма считаются Джон Гобсон, Владимир Ленин, определявший империализм высшей стадией развития капитализма, Рудольф Гильфердинг, Дадабхай Наороджи, Джавахарлал Неру, Ранджит Сау, Утса и Прабхат Патнаик.

## Этимология
Этимологически «империализм» восходит к лат. imperare (командовать) > лат. imperium (власть, господство). Однако в европейские языки (англ. imperialism, фр. impérialisme, нем. Imperialismus и т. п.) этот термин восходит опосредованно через понятие «империя», также возвращающее к истории Древнего Рима. Оксфордский словарь английского языка констатирует, что как словоформа «империализм» впервые встречается в XVI столетии, а первое его употребление в смысле, приближающемся к современному, датирует 1858 годом — эпохой Pax Britannica, относительно мирного этапа развития Венской геополитической системы, когда термин этот был использован в связи с критикой именно Британской империи. П.Клейтон прослеживает следующую эволюцию внутреннего наполнения этого термина: если в 1858 он ассоциировался с «деспотизмом», то в 1881 он подразумевает уже «принцип или дух империи, защиту имперских интересов». Эволюцию этого термина из публицистического клише в научную категорию завершает выход в 1902 году монографии Джона Гобсона «Империализм». В отечественной науке и публицистике на русском языке это происходит не позднее 1916 года, с выходом работы В. И. Ленина «Империализм как высшая стадия капитализма».

## Отличие от колониализма

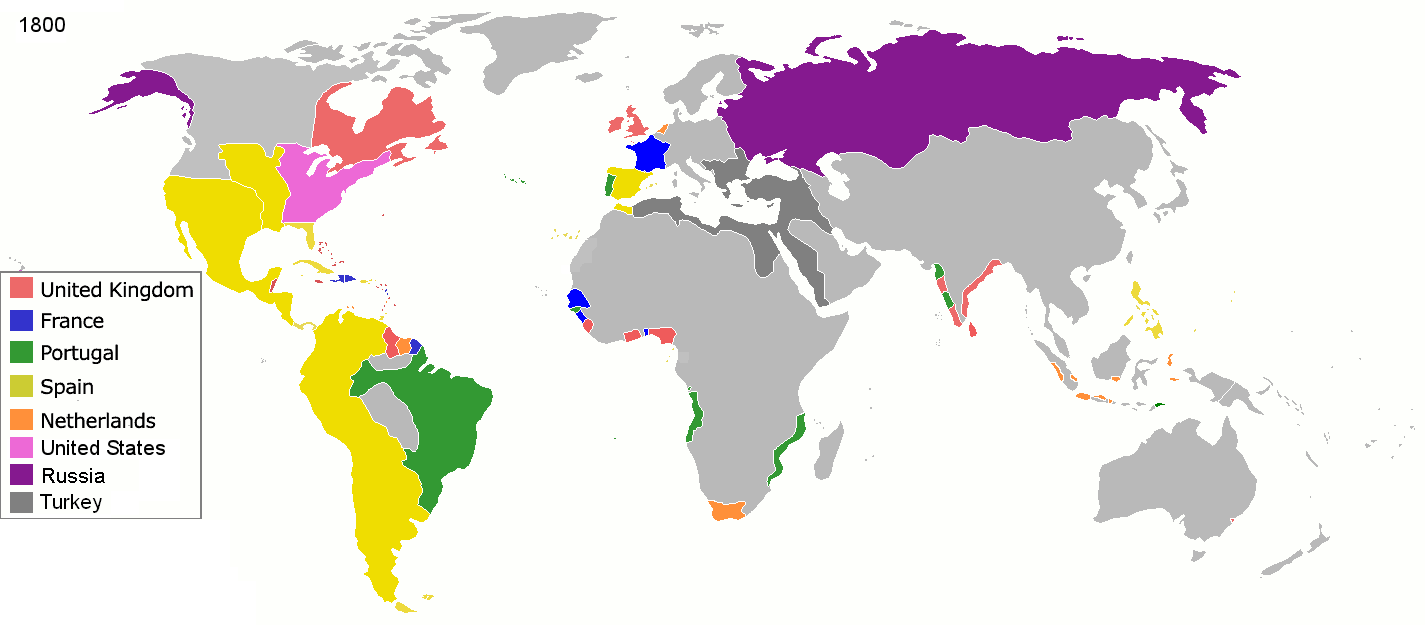
Имперские державы в 1800 году

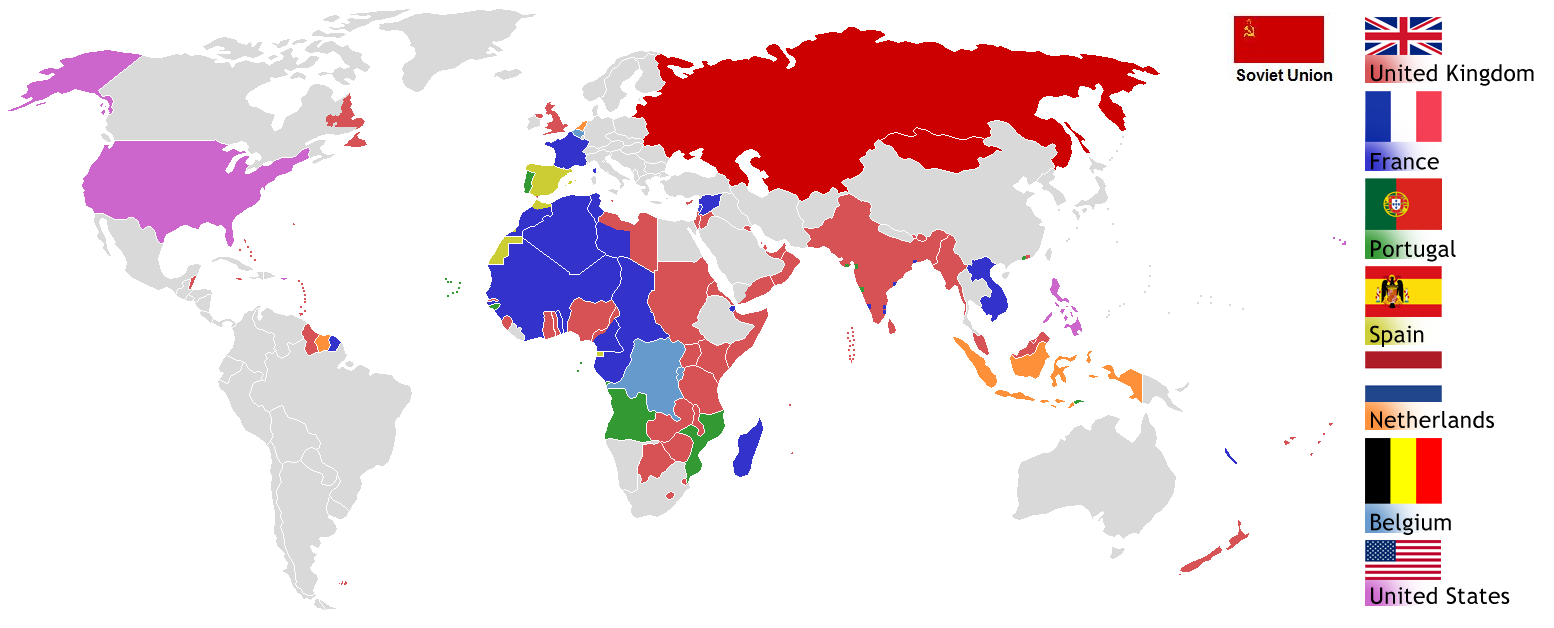
Имперские державы в 1945 году

Термин «империализм» не следует путать с колониализмом. Владимир Ленин утверждал, что империализм развился после колониализма и отличался от колониализма монополистическим капитализмом:116. Такие сухопутные империи, как Российская или Османская, традиционно исключались из дискуссий о колониализме, хотя ситуация начинает меняться:116.
Теоретик колониализма Роберт Янг обозначил различия между империализмом и колониализмом по-другому:
- империализм действует из центра как государственная политика и развивается по идеологическим, а также по финансовым причинам
- колониализм — это просто развитие поселений или коммерческих намерений.

Общим является то, что и империализм и колониализм включают в себя вторжение.
Колониализм подразумевает определённую степень географического разделения между колонией и метрополией, Эдвард Саид так определял различия между империализмом и колониализмом: «Империализм включает в себя „практику, теорию и взгляды доминирующего метропольного центра, управляющего отдаленной территорией“, тогда как колониализм относится к „наращиванию поселений на отдаленной территории“.
И империализм и колониализм задают политические и экономические преимущества метрополий над колониальной территорией и коренным населением:107.
При колониализме одна страна берёт физический контроль над другой, при империализме осуществляется формальное или неформальное политическое и денежное доминирование. Основная цель колониализма— это эксплуатация ценных активов и запасов завоеванной нации, а затем нация-победитель получает выгоды от военных трофеев:170–75. Смысл империализма заключается в создании империи путем завоевания земель другого государства и, следовательно, увеличения своего собственного господства. Колониализм — это строительство и сохранение колониальных владений на территории населением-выходцем из чужого региона:173–76 . Колониализм может полностью изменить существующую социальную структуру и экономику территории, характеристики народов-завоевателей наследуются покорённым коренным населением:41. Большинство колоний получают, в конечном итоге, независимость (деколонизация).

## Эпоха империализма
Начало эпохи империализма относят к периоду после 1760 года, именно тогда европейские индустриальные страны участвовали в процессе колонизации и аннексии других частей мира. Эпизоды XIX века включали Борьбу за Африку.

Африка, разделённая на колонии европейскими державами, c. 1914
Бельгия
Франция
Германия
Италия
Португалия
Испания
Соединённое королевство

Основные империи с 1875 по 1914 год демонстрировали неоднозначные показатели прибыльности. Не оправдались ожидания того, что колонии станут отличным закрытым рынком для промышленных товаров (за исключением Индийского субконтинента). К 1890-м годам экономическая выгода просматривалась прежде всего в производстве недорогого сырья для питания отечественного производственного сектора. Великобритания получала прибыль от Индии, особенно от Бенгалии Великих Моголов, но не от большей части остальной части своей империи. Масштаб вывода богатства из Индии в период с 1765 по 1938 год оценивается в 45 триллионов долларов. Нидерланды преуспели в Ост-Индии. Германия и Италия получали очень мало торговли и сырья из своих империй. Франция добилась немного большего успеха. Бельгийское Конго было прибыльным, когда оно было капиталистической каучуковой плантацией в собственности короля Леопольда II. Международное сообщество заставило правительство Бельгии взять на себя управление им в 1908 году, после чего прибыльность сократилась. Филиппины обошлись Соединённым Штатам гораздо дороже, чем ожидалось, из-за военных действий против повстанцев:7–10.
Мировая экономика значительно выросла и стала гораздо более взаимосвязанной за десятилетия до Первой мировой войны, что сделало многие имперские державы богатыми и процветающими.
Расширение Европы в сторону территориального империализма было в основном сосредоточено на экономическом росте за счёт сбора ресурсов из колоний в сочетании с политическим контролем военными и политическими средствами, экономическое и административное объединение местных элит имело также решающее значение» для установления контроля над ресурсами, рынками и рабочей силой.

В XVII и XVIII веках колонии основывались для получения экономической прибыли. Но в XIX и XX веках в Африке и Азии империи представляли собой лишь особый этап в постоянно меняющихся отношениях Европы с остальным миром.
Современные империи не были искусственно созданными экономическими машинами. ...В совокупности ни одна империя не имела какой-либо определённой функции, экономической или какой-либо иной. Империи представляли собой лишь особый этап в постоянно меняющихся отношениях Европы с остальным миром.:184
В это время европейские купцы имели возможность «бродить по открытому морю и присваивать излишки со всего мира (иногда мирно, иногда насильственно) и концентрировать их в Европе».

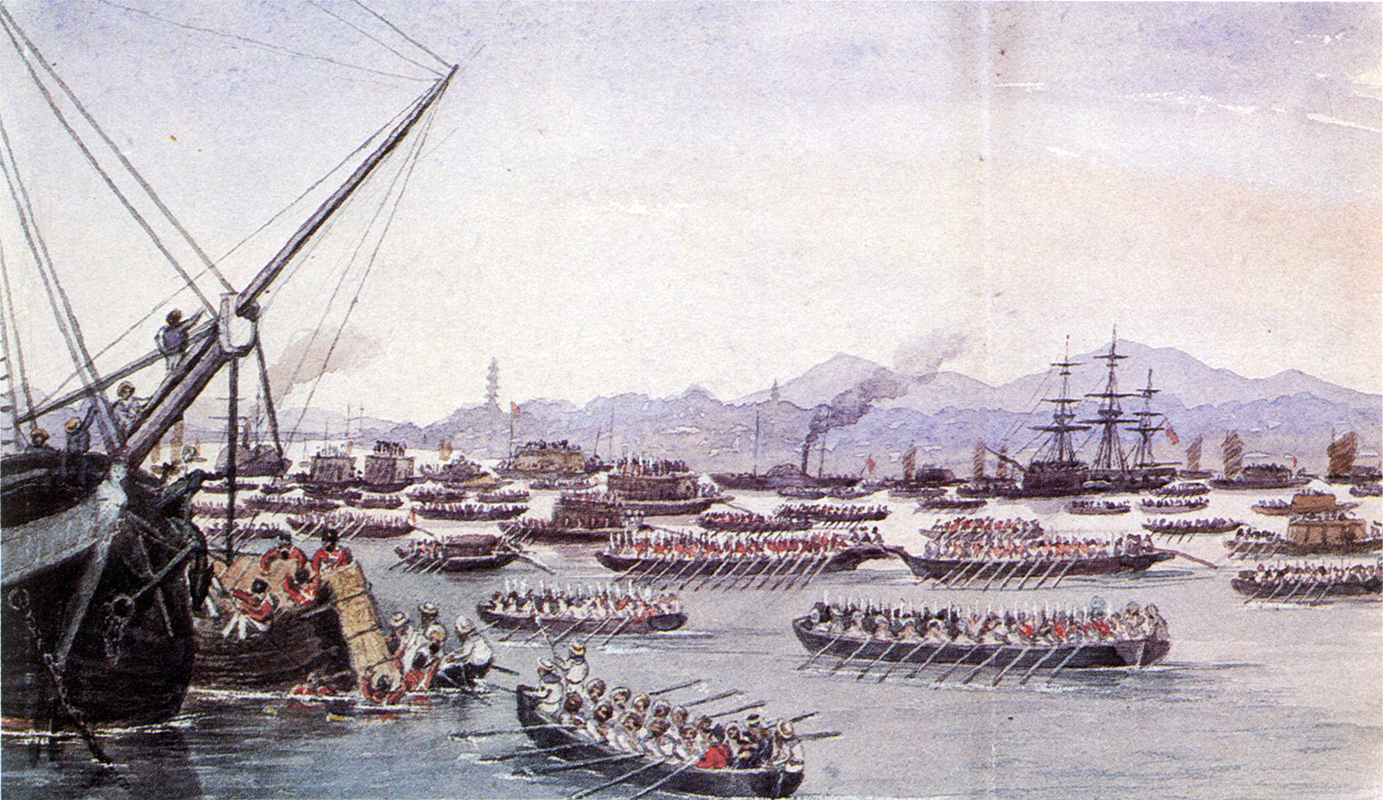
Нападение на Кантон во время Первой опиумной войны, май1841

Европейская экспансия значительно ускорилась в XIX веке. Европейские промышленники искали сырьё: красители, хлопок, растительные масла и металлические руды. В то же время индустриализация быстро превратила Европу в центр производства и экономического роста, что увеличивало потребности в ресурсах.
Изобретение железных дорог и телеграфа облегчило коммуникацию с другими странами, в том числе и административный контроль колоний. Паровые железные дороги и морское судоходство с паровым приводом сделали быстрой и дешёвой транспортировку огромных объёмов товаров в колонии и обратно.
Европейские химики создали новую взрывчатку, которая сделала артиллерию гораздо более смертоносной. К 1880-м годам пулемёт стал надёжным боевым оружием. Европейские армии получили преимущество над своими противниками, сражающимися с помощью стрел, мечей, кожаных щитов (например, зулусы в Южной Африке во время англо-зулусской войны 1879 года).
Исключениями были:
- эфиопские армии в битве при Адве
- Японская императорская армия Японии.

В 1970-х годах британские историки Джон Галлахер) и Рональд Робинсон выдвинули идею неформального контроля над независимыми территориями. Основная часть британской эмиграции, торговли и капитала уходила в районы за пределами формальной Британской империи. Британское участие в Африке обнаруживало мало капиталистов и капитала и мало давления, а решения кабинета министров об аннексии принимались на основе политических или геополитических соображений:6.

## Концепции империализма
Понятие империализма ввёл в оборот английский экономист Дж. А. Гобсон в своей одноимённой книге («Империализм», 1902), где он рассматривал соответствующие явления, как новую стадию развития капиталистического общества. Впоследствии Роза Люксембург, Р. Гильфердинг, Н. И. Бухарин, В. И. Ленин и другие марксистские теоретики детально разработали эту категорию, использовав её для обоснования теории и практики классовой борьбы и социалистической революции.
Самые известные теории империализма были разработаны в 1902—1916 годах, а также на протяжении 1960-х и 70-х годов (теория зависимости и мир-системный анализ).
Долгое время ленинская концепция империализма оставалась актуальной, пока изменяющаяся реальность, проявившаяся в переходе капитализма от стадии свободной конкуренции к монополистическому капитализму не потребовала корректив. Вклад в развитие марксистской теории первыми сделали Пол Суизи и Пол Баран, сместив внимание с конкурентоспособной рыночной экономики на монополистическую экономику, при которой рынком управляют гигантские корпорации, доминирующие в современном процессе накопления. Эти теоретики сыграли важную роль в интеллектуальном развитии новых левых в 1960-х и 1970-х годах, вновь внимание к их книге Монополистический капитал было привлечено после экономического кризиса 2008 года.
Процесс деколонизации и сопутствующий ему революционный национализм получили теоретическое обоснование в теории неоколониализма (Кваме Нкрума, Амилкар Кабрал).
По отношению к современному уровню развития может использоваться понятие «неоимпериализм», описывающее коллективный империализм группы наиболее развитых стран в отношении всего остального мира, в отличие от традиционного империализма, проводившегося отдельно взятыми державами.
В 1950-х годах возникла теория зависимости (неразвитые государства «периферии» беднеют потому, что их ресурсы и капитал утекают в богатые страны «центра»). Теория зависимости была близка и к понятию неоколониализма, и совпадала во многом с теориями империализма Розы Люксембург и В. И. Ленина, концепцией «смешанного и неравномерного развития» Л. Троцкого. Разные точки зрения относительно ликвидации зависимости неразвитых стран от развитых вызвало развитие теории зависимости в разных направлениях. Если марксисты (П. Баран, П. Суизи, А. Г. Франк, Т. дус Сантус и С. Амин) полагали средством ликвидации данной зависимости только одну лишь социальную революцию, то авторы структуралистского подхода предлагали отстающим странам использовать меры защиты (протекционизм, импортозамещение, национализация иностранных активов и другие). Американский исследователь И. Валлерстайн, заострив марксистский элемент теории зависимости, создал новую теорию мир-системного анализа (1970-е). Мир-системный анализ утверждает социальную эволюцию систем обществ, а не отдельных социумов, как в предшествующих социологических подходах.
Долговой кризис стран третьего мира в 1980—1990-х годах и перманентная зависимость от других внешних факторов поставила под сомнение возможность разрыва зависимого состояния неразвитых стран предложенными мерами протекционизма. Сторонники принципов Вашингтонского консенсуса считали, что протекционизм оказывал негативное влияние на экономический рост и благосостояние, в то время как фритредерство, дерегуляция и снижение торговых барьеров—позитивный. Также необходимо было учесть опыт экономического подъёма четырёх азиатских тигров — Южной Кореи, Сингапура, Гонконга и Тайваня, происшедший без революций и реализованную в середине XX века модель социального государства в странах Скандинавского полуострова (нордическая, или «шведская модель»), Финляндии, Нидерландах, Канаде, Новой Зеландии, Швейцарии, Германии, Бельгии, Франции.
В XXI веке содержание империализма во многом перекрывается и развивается в понятии глобализма — фазы, на которой борьба за сферы влияния в мире протекает в условиях, близких к однополярному миру. Империализм способствует стиранию национальных и территориальных границ, воздействует не только на экономику и политику, но и на культуру, образ и стиль жизни, идеологию и т. п., формируя основу для глобализации. В 2000 году постмарксистскими философами Майклом Хардтом и Антонио Негри была разработана новая теория империализма, в которой был отражён переход от империализма отдельных национальных государств к постмодернистской конструкции, созданной среди правящих держав (Империя), главным врагом которой является терроризм. Авторами был введён термин множество, сам книга была названа библией антиглобализма, чуть позже работа Хардта и Негри привлекла значительное внимание после терактов 11 сентября. Ян Мулье-Бутан развивает концепт множества в рамках теории когнитивного капитализма (экономики знания). Книга Николаса Колэна и Анри Вердье «Экономика множества» (2012) рассматривает проблемы интеллектуального труда и современной электронной экономики через концепт множества.
Новой является теория экологически неравного обмена, как синтез империализма и экологических исследований, а также эконометрические исследования прошлого или нынешнего воздействия империализма на Глобальный Юг (работы Джейсона Хикеля), вновь актуально исследование связи между империализмом и рабочей аристократией(Зак Коуп, Чарльз Пост) и теории империализма китайских авторов в контексте торговой войны между Китаем и США (теория «неоимпериализма» Чэн Эньфу и Лу Баолиня).
В зависимости от концептуальных целей исследований тех или иных авторов их конкретные определения империализма могут привязываться либо только к современности (то есть с момента введения термина в научный оборот, когда он был привязан только к современной эпохе), либо ретроспективно проецироваться также и на предшествующие этапы развития человечества.

### Империализм в марксизме
Е. Б. Пашуканис в статье в Малой советской энциклопедии (1929) для определения империализма использует цитату из работы В. И. Ленина «Империализм как высшая стадия капитализма»:

капитализм на той стадии развития, когда сложилось господство монополий и финансового капитала, начался раздел мира международными трестами и закончился раздел всей земли крупнейшими капиталистическими странами.

Основными признаками империализма В. И. Ленин считал следующее:

1) Концентрация производства и капитала, дошедшая до такой высокой ступени развития, что она создала монополии, играющие решающую роль в хозяйственной жизни;
2) слияние банкового капитала с промышленным и создание, на базе этого «финансового капитала», финансовой олигархии;
3) вывоз капитала, в отличие от вывоза товаров, приобретает особо важное значение;
4) образуются международные монополистические союзы капиталистов, делящие мир;
5) закончен территориальный раздел земли крупнейшими капиталистическими державами— Империализм, как высшая стадия капитализма // Ленин, В. И. Полн. собр. соч. 5-е изд. М., 1962. Т. 27. С. 386–387
Марксистское понимание империализма описывает основные факторы, тенденции и процессы развития, свойственные капитализму, но не охватывает всё происходящее в современном мире. Тем не менее широко распространено традиционное понимание, согласно которому экспансия, захваты территорий, разделы сфер влияния, наличие господствующих и зависимых стран и народов всегда были объективно обусловлены независимо от существующего социально-экономического строя.
М. Я. Гефтер в статье в Большой советской энциклопедии (1972) даёт определение, выработанное на основе интегрирования основных положений вышеуказанной ленинской работы:

монополистический капитализм, высшая и последняя стадия капитализма, канун социалистической революции 
«Империализм есть высшая, монополистическая стадия капитализма, когда Свободная конкуренция сменяется господством монополий», — отмечается в БСЭ 2-го издания.
Сегодня термин «империализм» продолжает входить в активно используемый лексический пласт. Это подтверждается его включением в Оксфордский карманный словарь современного английского языка 2009 года, где также дан пример использования этого понятия:

сущ. политика распространения власти и влияния государства посредством дипломатии и военной силы.
〔Ср.〕: борьба против империализма │ Пример. Французские министры выразили протест против империализма США в области культуры.Оригинальный текст (англ.)
n. a policy of extending a country's power and influence through diplomacy or military force: the struggle against imperialism │ fig. French ministers protested at U.S. cultural imperialism.

Империализм — стадия социально-экономического развития человеческого общества, или историческая формация, которая характеризуется признанием частной собственности на все формы прошлой накопленной коллективной производительной деятельности человека: физические и физиологические особенности отдельного индивида; земля и природные ресурсы; средства производства; знания об окружающем мире и о человеке. Частное присвоение прибавочной стоимости при империализме происходит с учетом всех четырёх форм.
На Западе определение империализма более широко — там империализмом называется «неравенство людей и территориальных отношений, как правило, в форме империи, основанное на идеях превосходства и практики доминирования, и использование расширенных полномочий и контроля одного государства или элит над другим». Так, например, Советский Союз, по крайней мере в период холодной войны, рассматривался его противниками как империя.

### Джон Гобсон
С первых слов своей монографии «Империализм» Дж. Гобсон обозначает соотношение ключевого термина своей концепции с другими «измами», уже вошедшими в научный оборот:

В топком хаосе неопределённых политических абстракций кажется совершенно невозможным нащупать все «измы» и каждый закрепить точным определением… тщетно требовать той определённости, какая необходима в точных науках. Широкая связь империализма с различными родственными понятиями облегчит нам определение его сущности. Национализм, интернационализм, колониальная политика — его ближайшие три сородича — одинаково неуловимы, одинаково обманчивы, и все четверо настолько изменчивы в отношениях друг к другу, что требуется крайняя осмотрительность…Оригинальный текст (англ.)Amid the welter of vague political abstractions to lay one’s finger accurately upon any “ism” so as to pin it down and mark it out by definition seems impossible… it is idle to demand the same rigour as is expected in the exact sciences. A certain broad consistency in its relations to other kindred terms is the nearest approach to definition which such a term as Imperialism admits. Nationalism, internationalism, colonialism, its three closest congeners, are equally elusive, equally shifty, and the changeful overlapping of all four demands the closest vigilance of students of modern politics.

Главная научная заслуга Дж. Гобсона как автора первой фундаментальной работы по теме империализма состоит в том, что, систематизируя ранее опубликованные материалы и оценки, он представляет империализм как двуединую категорию. В её основу он кладёт два взаимодействующих компонента — экономику и политику, преломляя их сквозь призму национализма. Это находит отражение в структуре его труда:
- Национализм и империализм
  - Часть I. Экономика империализма
    - I. Критерий империализма
    - II. Торговля и империализм
    - III. Империализм и перенаселение
    - IV. Экономические паразиты империализма
    - V. Империализм и протекционизм
    - VI. Экономические корни империализма
    - VII. Финансовая система империализма

  - Часть II. Политика империализма
    - I. Политическое значение империализма
    - II. Научная защита империализма
    - III. Нравственные и идейные факторы империализма
    - IV. Империализм и низшие расы
    - V. Империализм в Азии
    - VI. Имперская федерация
    - VII. Выводы

### В. И. Ленин
Ленин указывал, что при империализме обобществление производства достигает такой степени, что «частнохозяйственные и частнособственнические отношения составляют оболочку, которая уже не соответствует содержанию, которая неизбежно должна загнивать, если искусственно оттягивать её устранение».
«Империализм как высшая стадия капитализма» — один из главных теоретических трудов В. И. Ленина, написанный весной 1916 года, во время Первой мировой войны (которую Ленин считал «империалистической»). Книга послужила для обоснования важнейших теоретических и политических положений ленинизма. В первых шести главах Ленин рассматривает пять основных признаков империализма:
- превращение конкуренции в монополию;
- слияние банкового капитала с промышленным и образование финансового капитала;
- преобладание вывоза капитала над вывозом товаров;
- раздел мира между монополистическими союзами капиталистов;
- борьба между «великими державами» за передел уже поделённого мира.

## Характеристики

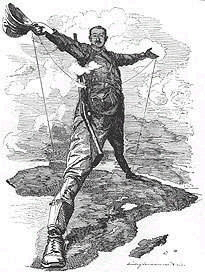
Сесиль Джон Родс (Cecil John Rhodes), основатель фирмы De Beers, планирует построить телеграф Кейптаун — Каир

- Господство транснациональной финансовой олигархии (монополий и корпораций) как антитеза классическому частно-капиталистическому укладу.
- Единая мировая система хозяйства (экономическая мир-система), при которой промышленно развитые страны эксплуатируют колонии и другие зависимые страны.
- Империалистические войны за рынки сбыта и сырьё. Борьба за передел рынка как «мирными» средствами, так и путём войн является характерной чертой империализма[70].

К наиболее важным противоречиям империализма относят противоречие между трудом и капиталом, между различными финансовыми группами и империалистическими державами, между метрополиями — господствующими нациями и народами колониальных и зависимых стран.

## Последствия

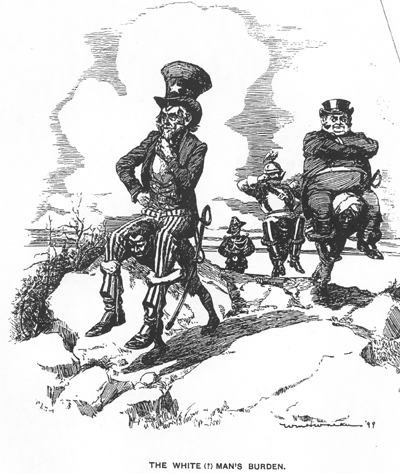
«Бремя белого (?) человека». Дядя Сэм (США), Джон Булль (Великобритания) и Кайзер (Германия) «несут своё тяжкое бремя». Уильям Генри Уокер, журнал «Life», 16 марта 1899

### Демографические
Население стало увеличиваться при одновременном снижении смертности, путём введения современной западной медицины и поддержания высокого уровня рождаемости. Это привело к дисбалансу между населением и ресурсами, который сохраняется и сегодня. Тем не менее, в некоторых областях численность населения претерпела резкое снижение (особенно во время первой фазы империализма), в результате эпидемических заболеваний (оспа, грипп и т. д.) и геноцида

### Экономические
Экономическая эксплуатация приобретённых территорий потребовала создания минимальных условий для их развития. Инфраструктура создавалась для производства, сельского хозяйства и городов. Колонии стали поставщиками необходимых для метрополий товаров. Традиционная экономика, основанная на самодостаточном сельском хозяйстве и поликультурности, была заменена современными формами.

### Социальные
Социальные последствия проявились в установке буржуазии купцов и чиновников из метрополий, которые заняли верхние и средние уровни колониальной структуры.

### Политические
Территории попали в большей или меньшей степени в зависимость от метрополии. Однако эта зависимость не обошлась без конфликтов, которые были зародышем борьбы с империализмом.

### Культурные
Империализм привел к потере идентичности и традиционных ценностей коренных народов и реализации стандартов поведения, образования и менталитета колонизаторов. Это также привело к принятию доминирующих языков (особенно английского, французского, испанского и русского). Христианские религии (католическая, англиканская, протестантская, православие и т. д.) заменили ранее существовавшие убеждения во многих частях Африки, Азии, Нового Света или объединены с этими убеждениями, сформировав синкретические культы.

### Экологические
Внедрение новых форм хозяйства и неизвестных ранее видов растений и животных привело к модификации или уничтожению природных экосистем. Так, например, бизоны были почти истреблены в американских прериях; кролик стал настоящим бедствием после его переселения в Австралию; великие дождевые леса подвергались обезлесению, вызванному чрезмерной рубкой и введением плантации монокультур; реки были загрязнены отходами от добычи драгоценных металлов.

## Империализм по странам

### Рим

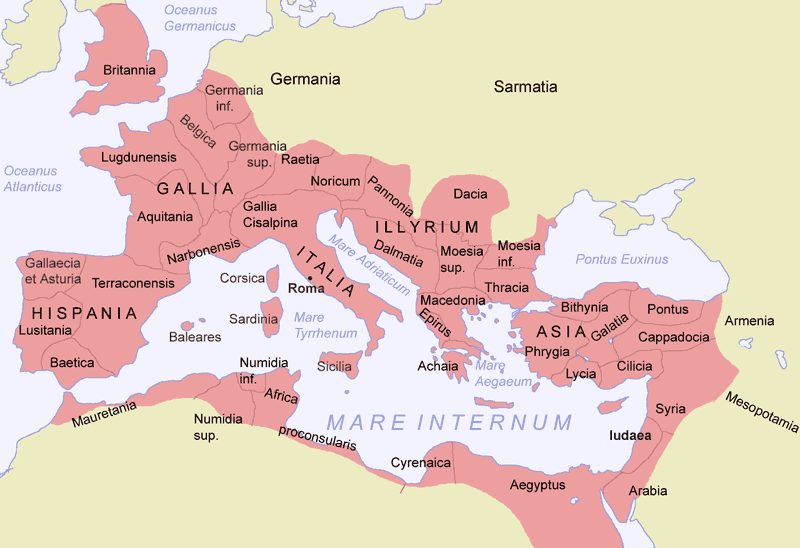
Провинции Римской империи 117 год н. э.

Римская империя пришла на смену Римской республике, став очередным периодом Римской цивилизации. Римская империя включала крупные территориальные владения вокруг Средиземного моря в Европе, Северной Африке и Западной Азии, управляемые римскими императорами.

### Великобритания

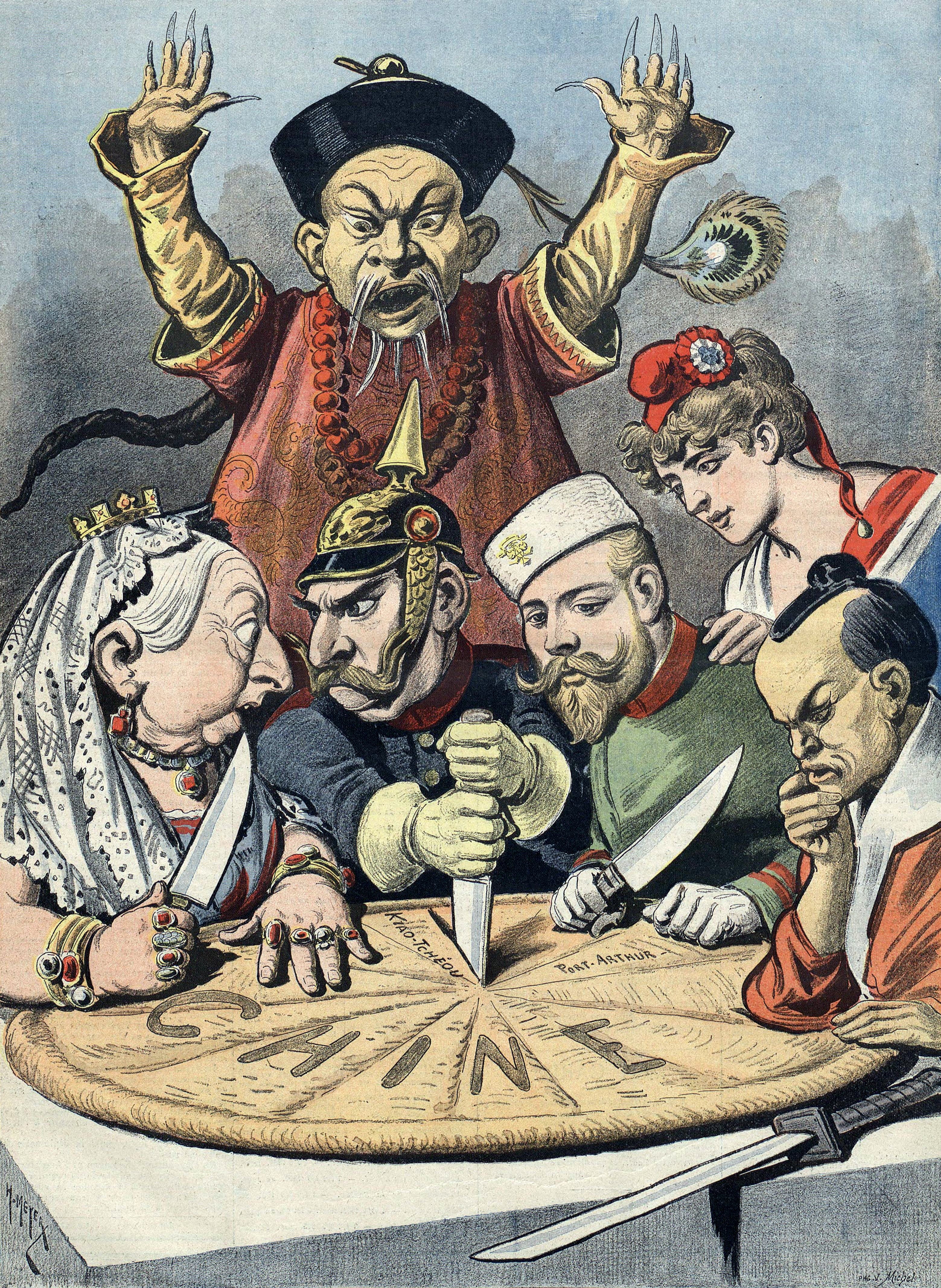
Французская политическая карикатура конца 1890-х, на которой Китай делят между собой английская королева Виктория, германский император Вильгельм II, российский император Николай II, французская Марианна и японский император Мэйдзи

Британская империя началась с заморских владений и торговых факторий, основанных Англией в конце XVI — начале XVII веков. На пике своего развития в XIX и начале XX века Британская империя была крупнейшей империей в истории и на протяжении столетия была ведущей мировой державой. Включала в себя доминионы , Коронные колонии, протектораты, мандаты и другие территории, управляемые Соединённым Королевством и его государствами-предшественниками.

#### Англия
Империалистические амбиции Англии в XVI веке проявились завоеванием Ирландии Тюдорами (1530), далее последовала Британская колонизация Индии с помощью Британской Ост-Индской компании (1599).

#### Шотландия
В XVII веке Шотландское королевство санкционировало создание нескольких колоний в Америке.

#### Великобритания
Согласно Акту об унии 1707 года, Английское и Шотландское королевства были объединены, и их колонии стали колониями Королевства Великобритании (также Соединённое Королевство). Британская империя стала крупнейшей империей мира (Империя, над которой никогда не заходит солнце).
К 1670 году (эпоха протоиндустриализации) у Великобритании были следующие колонии:
- в Северной Америке(Вирджиния, Массачусетс, Новая Шотландия)
- в Центральной Америке (Гондурас)
- в Карибском бассейне (Бермудские острова, Антигуа, Барбадос, Ямайка).
- в Индии

При колонизации территории, ныне известной как Канада, Великобритания имела столкновения с Францией. Великобритания продолжала расширяться за счёт колонизации таких стран, как Новая Зеландия и Австралия.
В начале XIX века промышленная революция преобразила Британию; ко времени Великой выставки 1851 года страну называли «мастерской мира».
В 1776 году американские колонии были потеряны для Британии (США обрели независимость), тогда она добилась компенсирующих успехов в Индии, Австралии и в Латинской Америке после обретения независимости испанскими и португальскими колониями (1820). В Латинской Америке была построена неформальная империя посредством контроля над торговлей и финансами. К 1840-м годам Великобритания приняла политику свободной торговли, обеспечившую ей доминирование в торговле в большей части мира.
Потеряв свою первую империю из-за американцев, Великобритания затем обратила своё внимание на Азию, Африку и Тихоокеанский регион.
Поражение наполеоновской Франции в 1815 году сделало Британскую империю неоспоримым мировым гегемоном, британское господство на море (1815—1914) было названо Pax Britannica («Британский мир»). Лидерство Британии удерживалось в непрерывной серии колониальных войн и споров (Британское завоевание Индии, интервенция против Мехемета Али, англо-бирманские войны, Крымская война, опиумные войны, борьба за Африку, Большая игра).
Внутри страны процветала свободная торговля, постепенно расширялось избирательное право. С XIX века начался резкий рост населения Великобритании, сопровождавшийся быстрой урбанизацией. В поисках новых рынков и источников сырья страна начала империалистическую экспансию в Египте, Южной Африке и других странах. Канада, Австралия и Новая Зеландия стали самоуправляющимися доминионами.
В конце XIX века началась борьба за Африку и Британия увеличилась за счёт дополнений в Азии и на Ближнем Востоке. Британский дух империализма олицетворяли Джозеф Чемберлен и лорд Роузбери, воплощал в Африке Сесил Родс. Лже-науки социального дарвинизма и расовые теории представляли собой идеологическую основу и базу для легитимации новых завоеваний. Среди других влиятельных представителей были лорд Кромер, лорд Керзон, фельдмаршал Китченер, лорд Милнер и писатель Редьярд Киплинг.
После Первой англо-бурской войны Южно -Африканская Республика и Оранжевое Свободное Государство были признаны Соединённым Королевством, но в конечном итоге вновь аннексированы после Второй англо-бурской войны. Однако, британская мощь угасала, поскольку воссоединённое немецкое государство, основанное Королевством Пруссия, угрожало британскому доминированию. По состоянию на 1913 год Великобритания была четвёртой экономикой мира после США, России и Германии.
Ирландская война за независимость (1919—1921) привела к созданию Ирландского свободного государства. Но, по результатам Первой мировой войны, Великобритания получила контроль над бывшими немецкими и османскими колониями благодаря мандату Лиги Наций. Британия доминировала на Ближнем Востоке, контролировала территории от Египта до Бирмы и от Каира до Кейптауна, что породило движения за обретение независимости, основанные на национализме.
Вторая мировая война решительно ослабила позиции Великобритании в мире, когда Соединённые Штаты и Советский Союз вышли из войны в качестве единственных сверхдержав. Движение за деколонизацию привело к независимости и разделу Индии в 1947 году, отделению самоуправляющихся доминионов от империи в 1949 году и созданию независимых государств в 1950-х годах. Далее последовал Суэцкий кризис в 1956 году.
В 1960 году Резолюция Генеральной Ассамблеи ООН охарактеризовала колониальное иностранное правление как нарушение прав человека.
В 1980-х Великобритания потеряла последние материковые колонии — Южную Родезию (сейчас Зимбабве) в Африке (1980), и Британский Гондурас (сейчас Белиз) в Центральной Америке (1981). В 1997 году Британия передала Гонконг Китаю, от Британской империи остались только Британские заморские территории.